# The Walking Dead: World Beyond
A The Walking Dead: World Beyond amerikai posztapokaliptikus horror-drámasorozat, melyet Scott M. Gimple és Matthew Negrete alkotott meg. A sorozatot 2020-ban mutatták be az AMC televíziós csatornán. Ez a Robert Kirkman, Tony Moore és Charlie Adlard The Walking Dead – Élőhalottak képregénysorozatán alapuló The Walking Dead második spin-off sorozata, illetve a harmadik sorozat a The Walking Dead franchise-ban.
A sorozatot 2018 júliusában jelentették be és az AMC 2019 áprilisában be is rendelte az első évadot, ami tízrészes lett. 2020-ban a csatorna megrendelte még az első évad premierje előtt a második, befejező évadot. Eredetileg 2020. április 12-én lett volna a sorozat premierje, de a COVID–19 pandémia miatt csak 2020. október 4-én mutatták be.

## Történet
A sorozat középpontjában olyan fiatalok állnak, akik a zombiapokalipszis alatt nőttek fel. Hőseink biztonságos körülmények között éltek, ám valamiért elhagyják otthonukat és veszélyes világjárásra vállalkoznak.

## Szereplők

### Főszereplők
| Színész         | Szerep    | Évadok |
| --------------- | --------- | ------ |
| Alexa Mansour   | Hope      | 1.     |
| Nicolas Cantu   | Elton     | 1.     |
| Hal Cumpston    | Silas     | 1.     |
| Aliyah Royale   | Iris      | 1.     |
| Annet Mahendru  | Huck      | 1.     |
| Nico Tortorella | Felix     | 1.     |
| Julia Ormond    | Elizabeth | 1.     |

### Visszatérő szereplők
| Színész        | Szerep     | Évadok |
| -------------- | ---------- | ------ |
| Joe Holt       | Leo Bennet | 1.     |
| Natalie Gold   | Lyla       | 1.     |
| Al Calderon    | Barca      | 1.     |
| Scott Adsit    | Tony       | 1.     |
| Ted Sutherland | Percy      | 1.     |

## Epizódok
| Évad | Évad | Részek száma | Részek száma | Eredeti sugárzás | Eredeti sugárzás  | Eredeti adó | Magyar sugárzás   | Magyar sugárzás   | Magyar adó         |
| Évad | Évad | Részek száma | Részek száma | Évadbemutató     | Évadzáró          | Eredeti adó | Évadbemutató      | Évadzáró          | Magyar adó         |
| ---- | ---- | ------------ | ------------ | ---------------- | ----------------- | ----------- | ----------------- | ----------------- | ------------------ |
|      | 1.   | 10           | 10           | 2020. október 4. | 2020. december 6. | AMC         | 2020. december 6. | 2020. december 6. | Amazon Prime Video |
|      | 2.   | 10           | 10           | 2021. október 3. | 2021. december 5. | AMC         | 2021. december 5. | 2021. december 5. | Amazon Prime Video |

### 1. évad (2020)
| Sor. | Év. | Cím                          | Rendező          | Író                                             | Premier            | Nézettség   |
| ---- | --- | ---------------------------- | ---------------- | ----------------------------------------------- | ------------------ | ----------- |
| 1.   | 1.  | Brave                        | Magnus Martens   | Scott M. Gimple, Matthew Negrete                | 2020. október 4.   | 1,60 millió |
| 2.   | 2.  | The Blaze of Glory           | Magnus Martens   | Ben Sokolowski                                  | 2020. október 11.  | 1,04 millió |
| 3.   | 3.  | The Tyger and the Lamb       | Sharat Raju      | The Farahanis                                   | 2020. október 18.  | 1,04 millió |
| 4.   | 4.  | The Wrong End of a Telescope | Rachel Leiterman | Sinead Daly                                     | 2020. október 25.  | 1,02 millió |
| 5.   | 5.  | Madam Across the Water       | Dan Liu          | Rohit Kumar                                     | 2020. november 1.  | 0,74 millió |
| 6.   | 6.  | Shadow Puppets               | Michael Cudlitz  | Maya Goldsmith                                  | 2020. november 8.  | 0,73 millió |
| 7.   | 7.  | Truth or Dare                | Michael Cudlitz  | Eddie Guzelian                                  | 2020. november 15. | 0,78 millió |
| 8.   | 8.  | The Sky Is a Graveyard       | Loren Yaconelli  | Elizabeth Padden                                | 2020. november 22. | 0,63 millió |
| 9.   | 9.  | The Deepest Cut              | Sydney Freeland  | Maya Goldsmith, Ben Sokolowski                  | 2020. november 29. | 0,62 millió |
| 10.  | 10. | In This Life                 | Magnus Martens   | Matthew Negrete, Maya Goldsmith, Ben Sokolowski | 2020. december 6.  | 0,62 millió |

### 2. évad (2021)
| Sor. | Év. | Cím                          | Rendező           | Író                                             | Premier            | Nézettség   |
| ---- | --- | ---------------------------- | ----------------- | ----------------------------------------------- | ------------------ | ----------- |
| 11.  | 1.  | Konsekans                    | Loren Yaconelli   | Matthew Negrete                                 | 2021. október 3.   | 0,75 millió |
| 12.  | 2.  | Foothold                     | Loren Yaconelli   | Carson Moore                                    | 2021. október 10.  | 0,81 millió |
| 13.  | 3.  | Exit Wounds                  | Aisha Tyler       | Rayna McClendon                                 | 2021. október 17.  | 0,67 millió |
| 14.  | 4.  | Family Is a Four Letter Word | Aisha Tyler       | Maya Goldsmith                                  | 2021. október 24.  | 0,69 millió |
| 15.  | 5.  | Quatervois                   | Heather Cappiello | Ben Sokolowski                                  | 2021. október 31.  | 0,51 millió |
| 16.  | 6.  | Who Are You?                 | Heather Cappiello | Rohit Kumar                                     | 2021. november 7.  | 0,43 millió |
| 17.  | 7.  | Blood and Lies               | Lily Mariye       | Sinead Daly                                     | 2021. november 14. | 0,49 millió |
| 18.  | 8.  | Returning Point              | Lily Mariye       | Eddie Guzelian                                  | 2021. november 21. | 0,53 millió |
| 19.  | 9.  | Death and the Dead           | Loren Yaconelli   | Erin Martin és Sam Reynolds                     | 2021. november 28. | 0,54 millió |
| 20.  | 10. | The Last Light               | Loren Yaconelli   | Matthew Negrete, Maya Goldsmith és Carson Moore | 2021. december 5.  | 0,43 millió |